# 2014 no Brasil
Esta é uma cronologia dos fatos do ano 2014 no Brasil. Neste ano, Dilma Rousseff reelegeu-se para um segundo mandato, ocorreu a realização da Copa do Mundo FIFA de 2014 e iniciava-se uma grande crise político-econômica no país.

## Incumbentes
- Presidente: Dilma Rousseff (2011 - 2016)
- Vice-Presidente: Michel Temer (2011 - 2016)

- Presidente do Senado Federal – Renan Calheiros (2013–2017)
- Presidente do Supremo Tribunal Federal – Ricardo Lewandowski (2014–2016)

## Eventos
- 13 de março: O Supremo Tribunal Federal encerra o julgamento dos acusados políticos do Escândalo do Mensalão.[1]
- 13 de agosto: Uma aeronave Cessna cai em área residencial de Santos, litoral de São Paulo, matando sete pessoas, incluindo Eduardo Campos, o candidato à presidência da República na eleição presidencial brasileira.[2]
- 19 de agosto: Foragido em 2011, o ex-médico Roger Abdelmassih, de 70 anos, é capturado pela polícia paraguaia com apoio da Polícia Federal brasileira em Assunção.[3][4]
- 5 de outubro: É realizado o primeiro turno das eleições gerais no país. Dilma Rousseff e Aécio Neves passam para o segundo turno da eleição presidencial.[5]
- Fundação Nacional dos Povos Indígenas (Funai) cria a Frente de Proteção Etnoambiental e o Sistema de Proteção e Promoção de Direitos, para realizar a vigilância ostensiva e em tempo integral dos Territórios Indígenas.[6][7] Pois as áreas são constantemente invadidas ilegalmente por missionários e[8] pela ação de madeireiros.[9][8]

## Mortes
- 5 de janeiro: Nelson Ned, cantor (n. 1947).
- 10 de janeiro:  Marly Marley, atriz e diretora de teatro (n. 1938).
- 13 de janeiro: José Amin Daher, tenista (n. 1966).
- 20 de janeiro: Márcio Vip Antonucci, cantor, músico e produtor musical (n. 1945).
- 23 de julho: Ariano Suassuna, escritor, dramaturgo, poeta, romancista e advogado (n. 1927).
- 13 de agosto: Eduardo Campos, ex-governador de Pernambuco e candidato à Presidência da República (n. 1965).